# Manuel Zeno Gandía
Manuel Zeno Gandía1 (Arecibo, Puerto Rico, el 10 de enero de 1855 – San Juan, Puerto Rico, el 30 de enero de 1930). fue médico, periodista, político y escritor, adscribible a la corriente estética del Naturalismo.

## Carrera
Cursó sus grados primarios en su ciudad natal y partió a Madrid, donde completó su bachillerato y la carrera de Medicina, en la que obtuvo el doctorado en medicina y cirugía. Ejerció su profesión en los pueblos sureños de Guayanilla y Ponce, y se inició activamente en la política. Hizo sus primeros intentos dramáticos y publicó sus meditaciones filosóficas Horas de soledad y Horas de tristeza. Redactó la Revista de Puerto Rico y fue colaborador de otras publicaciones. Fundó el periódico El Estudio en Ponce y colaboró en otras publicaciones de tendencia liberal. Reunió sus poesías en Abismos (1885); entre sus poemas se cuentan La señora duquesa, La palmada, El microscopio, Tras de la tumba, La flor y el lodo, y Madrigal. En su obra periodística de distintas etapas analiza la situación de su país y denuncia el sistema administrativo español; a partir de la dominación norteamericana critica su colonialismo. Cultivó también los relatos, entre los que destacan Rosa y Luciano, Un infeliz y un infame, Al monstruo, y las novelas cortas Rosa de mármol (1889) y Piccola (1890), y la novela La charca (1894). 
Como político desarrolló una labor significativa marcada por su activismo ideológico y la publicación de ensayos interpretativos de la entidad y los problemas borinqueños. Fundó el primer Partido Autonomista y participó como delegado en la Asamblea Constituyente del Partido Autonomista celebrada en Ponce en 1887. Tras 1898 y la anexión a Estados Unidos, se integra a una comisión, junto a Eugenio María de Hostos y a Henna, que se traslada a Washington D. C. para exponer ante el presidente William McKinley el derecho de la isla de Puerto Rico a la autodeterminación. Desde entonces, a través de sus artículos periodísticos, muchos de ellos en un nuevo periódico que fundó en 1900, La Opinión, y en otro que compró y dirigió entre 1902 y 1914, La Correspondencia, propaga la idea de aunar esfuerzos para reclamar la soberanía del país. Esta actividad contribuyó a la fundación del partido Unión de Puerto Rico, en el que militó. Bajo el régimen estadounidense fue delegado de la Cámara en 1900 y 1907. Junto con Lloréns Torres y Matienzo fundó, en 1911, otro partido, el Partido de la Independencia.
Fue un destacado masón, llegando a presidir (4.º Venerable Maestro) la Respetable Logia Aurora Número 7, fundada en 1871 en la ciudad de Ponce, Puerto Rico.